# 2076 Levin
A 2076 Levin (ideiglenes jelöléssel 1974 WA) a Naprendszer kisbolygóövében található aszteroida. Harvard Obszervatórium fedezte fel 1974. november 16-án.